# Наби Таџима
Наби Таџима (јап. 田島 ナビ; Араки, 4. август 1900 — Кикајџима, 21. април 2018) била је јапанска суперстогодишњакиња која је према гинисовој књизи рекорда носила титулу најстарије живе особе на свету у периоду од 15. септембра 2017. до 21. априла 2018. године.

## Биографија
Наби Таџима рођена је у Аракију, области тадашњег села Ван, у најзападнијем делу острва Кикајџима, Префектура Кагошима, Јапан, 4. августа 1900. године. У неком тренутку удала се за Томинишија Таџиму. Имали су седам синова и две ћерке, деценијама су гајили шећерну трску и сусам, а затим су поседовали и фабрику за прераду шећера.
Када је имала 92 године, њен супруг је преминуо у 94. години живота, након чега је живела са најстаријим сином и његовом женом, али када је имала 102 године, преселила се у старачки дом.
За њен 117. рођендан 2017. године, имала је деветоро деце (седам синова и две ћерке), 28 унучади, 58 праунучади, 64 чукунунучади и 14 чукунунучади. Јела је три оброка дневно од пет јела, укључујући пиринчану кашу и мисо супу, помешане у блендеру.
1. септембра 2017. године, у доби од 117 година и 28 дана, премашила је старост Мисао Окаве (1898—2015) од 117 година и 27 дана, поставши најстарија особа која је икада живела у Јапану и Азији.
15. септембра 2017. године, након смрти 117-годишње Вајолет Браун са Јамајке, постала је најстарија жива особа на свету.
Наби Таџима преминула је у Кикајџими, Префектура Кагошима, Јапан, 21. априла 2018. године, у доби од 117 година и 260 дана. Била је последња преживела особа рођена у 19. веку. Титулу најстарије особе која је икада живела у Јапану и Азији, задржала је све до 19. септембра 2020. године, када је њен рекорд оборила Кане Танака (1903—2022).